# نیکانور پارا
نیکانور پارا (انگلیسی: Nicanor Segundo Parra Sandoval؛ زادهٔ ۵ سپتامبر ۱۹۱۴ - درگذشته ۲۳ ژانویه ۲۰۱۸) شاعر، ریاضیدان و فیزیکدان اهل شیلی بود که آثارش تأثیر به سزایی در ادبیات آمریکای لاتین داشته‌است.
وی خالق سبک نوین ضد شعر بوده‌است و به زعم منتقدانی چون هارولد بلوم، نیال بینس یا روبرتو بولانو به عنوان بهترین یا یکی از بهترین در ادبیات شیلی. نیکانور که از خاندان سرشناس پارا است، جایزه ملی ادبیات شیلی (۱۹۶۹) و جایزه سروانتس (۲۰۱۱) را دریافت کرده و چندین بار تاکنون نامزد جایزه ادبیات نوبل شده‌است.
آثار وی به زبان‌های انگلیسی، فرانسوی، سوئدی، روسی، چکی، فنلاندی و پرتغالی نیز ترجمه و منتشر شده‌اند. از میان مترجمین انگلیسی زبان او، اسامی نویسندگان مشهور آمریکایی از جمله آلن گینزبرگ، لارنس فرلینتی، ویلیام کارلوس ویلیامز، توماس مورتون، دنیس لوورتوف و دبلیو اس مروین به چشم می‌خورند.Parra.

## زندگی

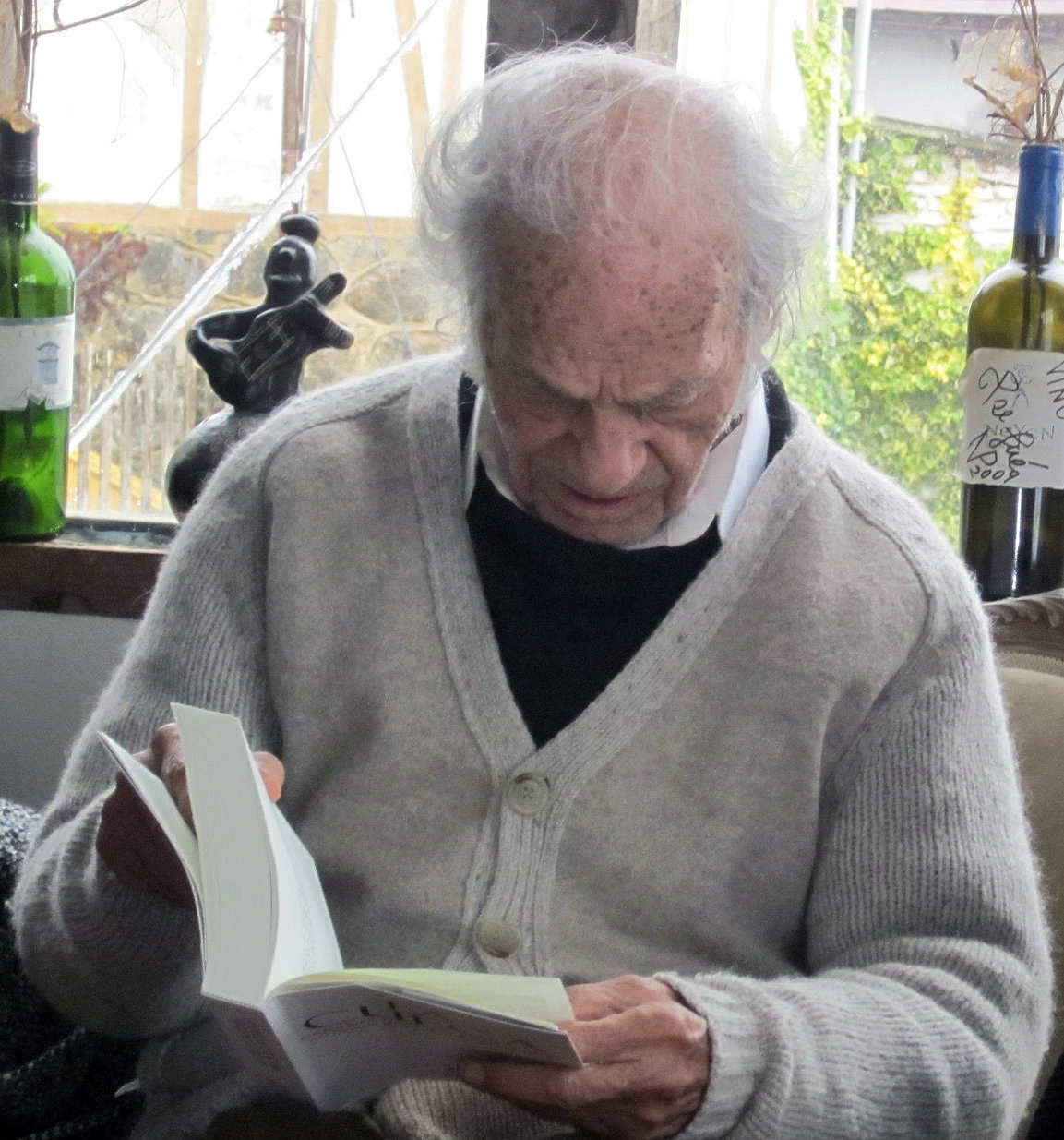
نیکانور پارا در ۱۰۰ سالگی

وی شش فرزند دارد، که در میان آن‌ها کاتالینا پارا، کلمبینا پارا و خوان د دیوس، با نام مستعار «بارراکو»، هنرمندانی سرشناس هستند.

## سبک

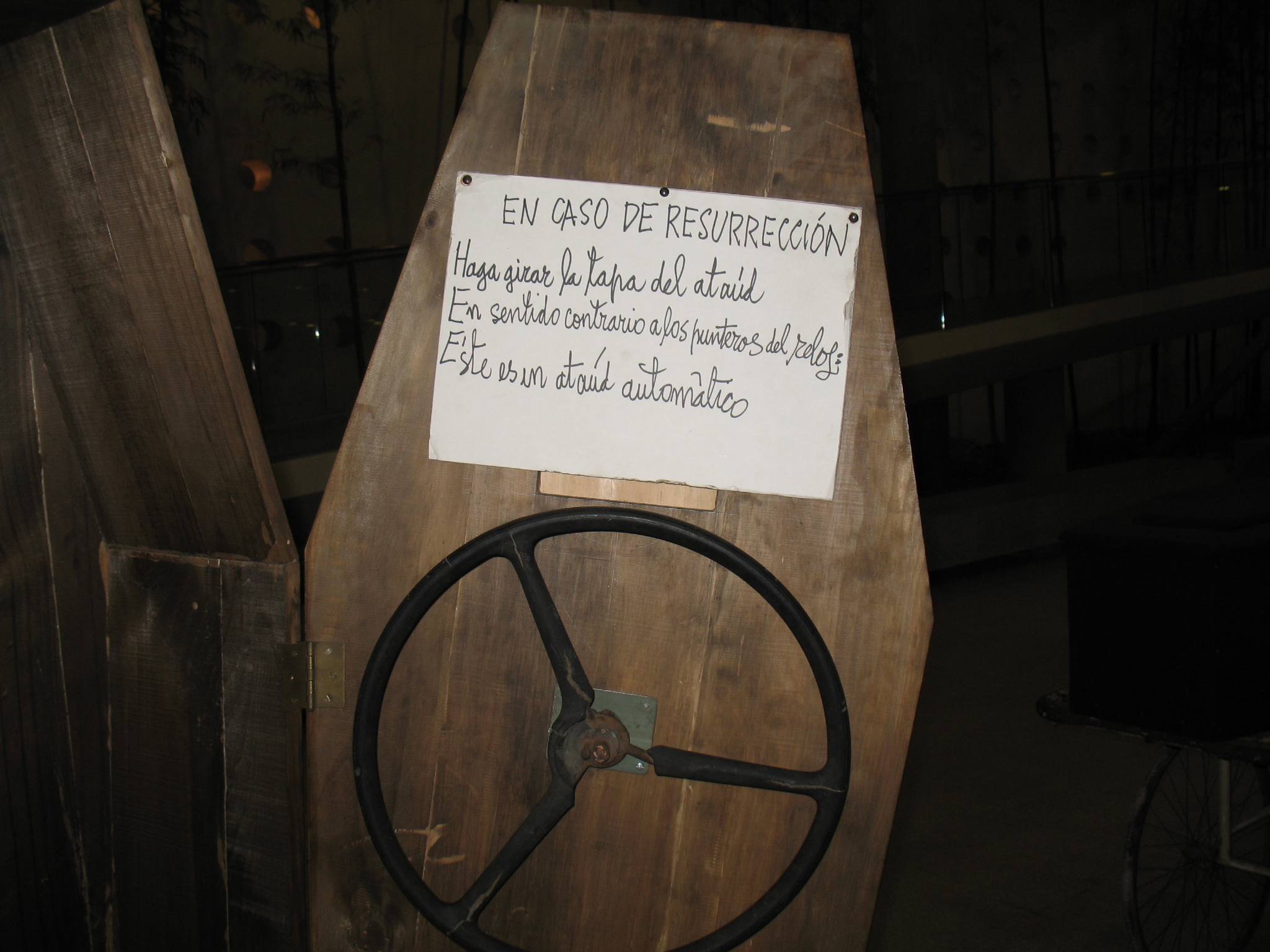
نوشته ای در سبک پارا

شعر نیکانور پارا در طول زمان بسیار متفاوت شده‌است. در جوانی، اواخر دهه ۱۹۳۰ میلادی، به سبک به اصطلاح شعر وضوح، تحت تأثیر فدریکو گارسیا لورکا، پرداخت و به عنوان پاسخی انتقادی به هرمکتیویسم، سوبژکتیویسم و سوررئالیسم نوین مطرح شد.
پس از ترک این سبک، چون رئالیسم سوسیالیستی با عقایدش سازگار نبود، سبک آوانگاردی به نام ضد شعر ساخت که به‌طور قابل ملاحظه ای انتقادی، پرسش‌گرا و سیاسی است. شعر پست مدرن او دارای مضامینی از فرهنگ عامه و اشعار محلی و بومی است که سعی بر مردمی کردن آثار دارد.

## درگذشت
نیکانور پارا در ۲۳ ژانویه ۲۰۱۸، در سن ۱۰۳ سالگی در لا رنا، شیلی درگذشت.

## آثار
- Cancionero sin nombre (دیوان بی‌نام), ۱۹۳۷.
- Poemas y antipoemas (شعرها و ضدشعرها), 1954; Nascimento, 1956; Cátedra, 2005, شابک ‎۹۷۸−۸۴−۳۷۶−۰۷۷۷−۱
- La cueca larga (کوئسای بلند), ۱۹۵۸
- Versos de salón (ورسوس د سالون), ۱۹۶۲
- Manifiesto (مانیفست), ۱۹۶۳
- Canciones rusas (ترانه‌های روسی), ۱۹۶۷
- Obra gruesa (آثار غلیظ), ۱۹۶۹
- Los profesores (اساتید), ۱۹۷۱
- Artefactos (مصنوعات), ۱۹۷۲
- Sermones y prédicas del Cristo de Elqui (خطبه‌ها و آموزه‌های مسیح الخوی), ۱۹۷۷
- Nuevos sermones y prédicas del Cristo de Elqui (خطبه‌ها و آموزه‌های جدید مسیح الخوی), ۱۹۷۹
- El anti-Lázaro (ضد لازارو), ۱۹۸۱
- Plaza Sésamo (خیابان سسامو), ۱۹۸۱
- Poema y antipoema de Eduardo Frei (شعرها و ضدشعرهای ادواردو فری), ۱۹۸۲
- Cachureos, ecopoemas, guatapiques, últimas prédicas, 1983
- Chistes parRa desorientar a la policía (جک‌های مسخره پلیس), ۱۹۸۳
- Coplas de Navidad (کریسمس پیچیده), ۱۹۸۳
- Poesía política (اشعار سیاسی), ۱۹۸۳
- Hojas de Parra (تبار پارا), ۱۹۸۵
- Nicanor Parra: biografía emotiva (نیکانور پارا: زندگی‌نامه), Ediciones Rumbos, 1988
- Poemas para combatir la calvicie (اشعار برای مبارزه با طاسی), ۱۹۹۳
- Páginas en blanco (صفحات سپید), ۲۰۰۱
- Lear, Rey & Mendigo (لیر، شاه و بیگانه), ۲۰۰۴
- Obras completas I & algo + (آثار کامل یک و دیگر موارد), ۲۰۰۶
- Discursos de Sobremesa (تزئینات پس از شام), ۲۰۰۶
- Obras Completas II & algo + (آثار کامل دو و دیگر موارد), ۲۰۱۱
- Así habló Parra en El Mercurio, entrevistas dadas al diario chileno entre 1968 y 2007 (مصاحبه‌ها و سخنان پارا در ال مرسیوریو با روزنامه‌های شیلی بین ۱۹۶۸ و ۲۰۰۷), ۲۰۱۲
- El último apagón de luz (واپسین خاموشی), ۲۰۱۷
- از پارا کتابی به نام «من نیکانور پارا هستم» به ترجمه مشترک میم پایمزد و فرحان غضبان از اسپانیایی به فارسی برگردانده شده و سال ۱۳۹۹ توسط نشر سه سه‌تار در ایران منتشر شده‌است.
- «نغمه های روسی» ترجمه: رباب محب.  اهواز؛ نشر هشت‏‫، ۱۳۹۷.‬ شابک ‫‭۹۷۸-۶۲۲-۶۱۹۲-۱۰-۱‬‬
- «شعر و ضدشعر» ترجمه: رباب محب. اهواز؛ نشر هشت، ۱۳۹۷.‬  شابک: ‫‭‭۹۷۸۶۰۰۸۷۴۶۶۴۵
- کتاب «به کلمه ایمان دارم» شامل بخشی از مصاحبه‌های نیکانور پارا با ترجمه میم پایمزد و فرحان غضبان سال ۱۴۰۱ در نشر سه سه‌تار چاپ شده است.